# Качановський Іван Гнатович
Іван Гнатович Качановський (англ. Ivan Katchanovski; нар. 11 вересня 1967, Луцьк) — економіст, політолог.

## Життєпис
У 1990-му році закінчив економічний університет у Києві. Через те що у випускній роботі, написаній на українській мові, стверджував на основі теорій західних економістів і Макса Вебера, що радянська система є неефективною порівняно з ринковою економікою і неминуче зазнає краху, не зміг навчатися в аспірантурі. У 1993-му закінчив Центрально-європейський університет у Празі. Здобув ступінь магістра економіки та доктора філософії з державної політики в Університеті Джорджа Мейсона, що у Вірджинії (США).
У 1990—1992 рр. — економіст Луцького фінансового відділу, де займався грошовою компенсацію реабілітованим жертвам сталінського терору та їхнім родинам.
У 1993—1994 рр. — викладач Волинського університету.
У 2001—2004 рр. — викладач школи державної політики та факультету соціології в Університеті Джорджа Мейсона і паралельно дослідник Центру вчених імені Клюга в Бібліотеці Конгресу США.
У 2005—2008 рр. — викладач у Торонтському університеті.
У 2008—2009 рр. — професор на факультеті політики Університету Нью-Йорка в Потсдамі.
З 2009 — у Центрі російських та євразійських досліджень Гарвардського університету, що в Кембриджі.
Нині[уточнити] працює в Оттавському університеті.

### Наукова діяльність
До сфери наукових зацікавлень входять порівняльна політика в посткомуністичних країнах, США й Канаді, політичний регіоналізм і вибори в Україні, радянські та нацистські геноциди в Україні та ін.
Автор (спіавтор) таких наукових праць, як «The maidan massacre in Ukraine: A summary of analysis, evidence and findings» (2016), «Historical dictionary of Ukraine» (2013), «Cleft countries: regional political divisions and cultures in post-Soviet Ukraine and Moldova» (2006), «The paradox of American unionism: why Americans like unions more than Canadians do, but join much less» (2004) та ін.
У 2001 році Іван Качановський знайшов в архівах Смітсонівського музею у Вашингтоні матеріали, які засвідчують, що творець першого у світі комп'ютера Джон Вінсент Атанасов у 1937—1940 роках використав наукові праці Михайла Кравчука.
Розвивав теорію, згідно з якою стрілянину на Євромайдані зрежисували опозиційні до Януковича політичні сили. Засуджує ОУН(б) як організацію, що «поєднувала елементи фашистської та радикально-націоналістичної ідеології, і фашизм споріднював її з такими організаціями, як усташі в Хорватії, націонал-фашисти в Італії та націонал-соціялісти в Німеччині».

## Наукові праці
- «Paradox of American Unionism: Why Americans Like Unions More Than Canadians Do, but Join Much Less». Ithaca, 2004 (співавтор)
- «Cleft Countries: Regional Political Divisions and Cultures in Post-Soviet Ukraine and Moldova». Stuttgart, 2006
- «Regional political cleavages, electoral behavior, and historical legacies in Ukraine // Aspects of the Orange Revolution III: The Context and Dynamics of the 2004 Ukrainian Presidential Elections». Stuttgart, 2007.
- «Historical dictionary of Ukraine» (2013)
- Іван Качановський. «Сучасна політика пам'яті на Волині щодо ОУН(б) та нацистських масових вбивств». «Україна модерна», 30.04.2013
- «The maidan massacre in Ukraine: A summary of analysis, evidence and findings» (2016)
- ОУН(б) та нацистські масові вбивства влітку 1941 року на історичній Волині